# Johannes Simon Nikel
Johannes Simon Nikel (* 18. Oktober 1863 in Sohrau, Provinz Schlesien; † 28. Juni 1924 in Breslau) war ein katholischer deutscher Theologe für Altes Testament.

## Leben
Nikel studierte Katholische Theologie und Orientalische Sprachen an den Universitäten Breslau (1881–1884) und Würzburg (1884–1886). Er war Mitglied der katholischen Studentenverbindungen KDStV Markomannia Würzburg (seit 1884) und KDStV Winfridia Breslau. 1890 wurde er in Würzburg mit einer Arbeit über „Die Lehre des Alten Testamentes über die Cherubim und Seraphim“ promoviert. Nach der Priesterweihe am 26. Juni 1886 in Breslau war er von 1886 bis 1890 in Rosenberg O.S. und Königshütte als Seelsorger und von 1890 bis 1897 in Leobschütz, Neisse und Breslau Gymnasiallehrer. Ab 1897 lehrte er an der Universität Breslau zunächst als außerordentlicher, ab 1900 als ordentlicher Professor Alttestamentliche Exegese. 1907 wurde er zum Konsultor der Pontificia Commisio de re biblica berufen. Seit 1913 war er Domherr, seit 1921 auch Dompropst am Breslauer Dom und seit 1921 Apostolischer Protonotar. 1923/24 war Nikel Rektor der Universität Breslau.

## Schriften (Auswahl)
- Die Lehre des Alten Testamentes über die Cherubim und Seraphim. Breslau 1890. Digitalisat
- Die Wiederherstellung des jüdischen Gemeinwesens nach dem babylonischen Exil. Freiburg im Breisgau 1900, OCLC 123280761.
- Genesis und Keilschriftforschung. Ein Beitrag zum Verständnis der biblischen Ur- und Patriarchengesellschaft. Freiburg im Breisgau 1903, OCLC 805031368.
- Die Glaubwürdigkeit des Alten Testamentes im Lichte der Inspirationslehre und der Literaturkritik. Münster 1910, OCLC 237879170.